# In search of Hades
In search of Hades is een verzamelbox van Tangerine Dream (TD). De box ter grootte (lengte/breedte) van een elpee bevat opnamen uit de zogenaamde Virgin Years van de band in de eerste periode 1973-1979. Een jaar na In search of Hades volgde Pilots of purple twilight voor de Virgin Years 1980-1983.

## Inleiding
Voorbereiding voor het uitbrengen van dit verzamelalbum startte met de vondst van Steven Wilson. Wilson is dan al jaren bezig met het remasteren en remixen van popmuziek uit de jaren zeventig en zelfverklaard fan van de muziek van Tangerine Dream (TD). Hij was in 2017 door Universal Music gevraagd mee te werken aan een boxuitgave van TD’s werk uit die jaren. Drijvende kracht is Mark Powell, op zich directeur van retrolabel Esoteric Recordings, maar ook adviseur bij Universal op het vlak van oude popmuziek. Wilson vond niet eerder uitgebracht werk en nam daarop contact op met de Nederlander Wouter Bessels, die in het verleden ook had gewerkt aan heruitgaven van TD. De drie samenwerkende personen hadden de beschikking over een groot archief aan opnamen, dit kwam tot stand, doordat het versnipperde beheer van TD’s werk door fusies en overnamen bij één partij kwamen te liggen. Bessels kende het werk niet, maar wist door de gebruikte muziekinstrumenten dat het stamde uit de periode rond Phaedra, één van de eerste succesvolle albums van TD in de periode dat ze voor Virgin Records werkten. Wilson, Powell en Bessels moesten zich door een berg archiefopnamen heen werken, als ook steeds controleren of eventueel begeleidende teksten wel klopten. Over de Virgin-periode doen vele verhalen de ronde, soms ook gewoon in de wereld geholpen door de bandleden zelf. Even was er nog contact met TD zelf en wel met Bianca Acouaye voor het hoesontwerp, maar dat ketste af. De verzamelbox bevat zestien cd’s en twee dvd’s met audio. De eerste acht daarvan behandelen het jaar rondom de uitgave van Phaedra.
De titel van de verzamelbox is afkomstig van de openingstrack van Stratosfear uit 1976: The big sleep in search of Hades. 

## Cd 1: Phaedra
Cd 1 bevat het album Phaedra met twee door Wilson geremixte stukken; zie verder Phaedra.
1. Phaedra (17:36)
2. Mysterious semblance at the strand of nightmares (9:41)
3. Moments of a visionary (7:55)
4. Sequent C’ (2:18)
5. Phaedra (remix van Wilson; 17:37)
6. Sequent C’ (remix van Wilson; 2:21)

## Cd 2: November 1973-Phaedra out-takes volume 1
De opnamen voor Phaedra wilden in november 1973 door technische problemen niet vlotten. Disc 2 geeft een overzicht van bewaarde opnamen
1. 2nd day (20:31)
2. Flute organ piece (10:57)
3. Phaedra out-take version 2a (20:37)

## Cd 3: November 1973-Phaedra out-takes volume 2
De opnamen voor Phaedra wilden in november 1973 door technische problemen niet vlotten. Disc 3 geeft een overzicht van bewaarde opnamen
1. Phaedra out-take 1 (11:43)
2. Phaedra out-take 2B (5:42)
3. 2nd side piece 1 (13:02)
4. 2nd side piece 2 (9:17)
5. Organ piece (5:49)

## Cd 4: Live at the Victorian Palace Theater, London
Als gevolg van het commercieel succes van Phaedra mocht TD op 14 juni 1974 een concert geven in Victoria Palace Theatre
1. The Victoria Palace Concert part one (45:54)

## Cd 5: Live at the Victorian Palace Theater, London
Als gevolg van het commercieel succes van Phaedra mocht TD op 14 juni 1974 een concert geven in Victoria Palace Theatre
1. The Victoria Palace Concert part two (28:16)
2. The Victoria Palace Concert encore (13:01)

## Cd 6: Oedipus Tyrannus
Eveneens als gevolg van dat succes werd TD ingeschakeld voor de muziek behorende bij een toneelvoorstelling van Oedipus Tyrannus gegeven door of met Keith Michell. TD dook daarvoor vanaf 10 juni 1974 de CBS-studio in Londen in en er volgden nog wat bewerking in The Manor. De muziek was te horen tijdens het festival Chicester Festival op 18 augustus 1974 in dat jaar. Daarna verdwenen de opnamen in de la. Geheel verloren ging het werk niet, want zowel Virgin (origineel) als Tangerine Dream (kopie) sloegen de opnamen in hun archief op. Het stuk Overture kwam terecht op het verzamelalbum Virgin V en andere stukken werd geïntegreerd in volgende albums met name op Encore en ook Green desert. Mark Jenkins vermoedde dat Overture al voor die tijd is opgenomen; hij hoorde overeenkomsten met de muziek van Zeit (1972) en Atem (1973)
1. Overture (10:58)
2. Act 1 (16:42)
3. Act II: Battle (10:05)
4. Act II: Baroque (8:53)
5. Act II: Zeus (5:39)
6. Act III (22:08)

Oedipus Tyrannus zou in 1976/1977 leiden tot het schrijven van de eerste soundtrack door TD en wel voor Sorcerer, een film van William Friedkin.

## Cd 7: Live at the Rainbow, London
In de aanloop tot een Britse tournee speelde TD in het Rainbow Theatre in Londen en wel op 17 oktober 1974. Een van de promotors van de muziek van TD in Engeland van diskjockey John Peel, die het concert inleidde. Het concert ging bij TD in de boeken als een concert met sterke tegenwerking. Het was ijskoud in de zaal, waardoor ook tijdens het concert de apparatuur steeds bijgesteld moest worden.
1. Introduction by John Peel (2:36)
2. The Rainbow Concert, part one (36:51)
3. The Rainbow Concert, part two (29:22)

## Cd 8: Live at the Rainbow, London
In de aanloop tot een Britse tournee speelde TD in het Rainbow Theatre in Londen en wel op 17 oktober 1974.
1. The Rainbow Concert, part three (37:55)
2. The Rainbow Concert, part four (12:27)

## Cd 9: Rubycon
Regulier studioalbum, zie Rubycon
1. Rubycon, part 1 (17:14)
2. Rubycon, part 2 (17:35)
3. Rubycon (extended introduction) (15:04, mix Steve Wilson)

## Cd 10: Live in Royal Albert Hall
Terug van een tournee in Australië gaf Tangerine Dream drie losse concerten in de zomer van 1975. Het eerste van die drie concerten vond plaats op 2 april 1975 in de Royal Albert Hall in Londen; de andere waren in München (25 april) en Orange (Frankrijk) (16 augustus). Het concert in de Royal Albert Hall werd destijds wel vastgelegd, maar niet uitgegeven voor 2019. TD had al een idee voor een livealbum; Ricochet; bovendien speelde invaller Michael Hoenig mee in plaats van vast lid” Peter Baumann. 
1. The Royal Albert Hall – part one (70:33)

## Cd 11: Live in Royal Albert Hall
Tweede sessie:
1. The Royal Albert Hall – part two (40:13)
2. The Royal Albert Hall – part three  (13:46)

## Cd 12: Ricochet
Het album Ricochet, bekend als livealbum bleek toch meer een studioalbum te zijn, zie Ricochet:
1. Ricochet, part one (16:39)
2. Ricochet, part two (21:04)
3. Ricochet, part one (remix Steven Wilson, 17:06)
4. Ricochet, part two (remix Steven Wilson, 21:21)

## Cd 13: Stratosfear
Cd 13 is gewijd aan de elpee Stratosfear en video/dvd Live at Coventry Cathedral (zie aldaar)
1. Stratosfear (10:33)
2. The big sleep in search of Hades (4:27)
3. 3 am at the border of the marsch from Okefenokee (8:48)
4. Invisible limtes (11:25)
5. Coventry Cathedral (34:02)
6. Statosfear (singleversie; 4:17)
7. The big sleep in search of Hades (singleversie; 3:24)

## Cd 14: Encore etc. en dvd's
Deze geeft de integrale uitvoering van "livealbum" Encore (zie daar) met de bijbehorende promotiesingle
1. Cherokee Lane (16.24)
2. Monolight (19.53)
3. Cold water canyon (18.05)
4. Desert dream (14.47)
5. Encore (3.14)
6. Hobo march (4.49)

## Cd 15: Cyclone
Alhoewel lid Steve Jolliffe dacht er bij de opnamen van Cyclone veel ongebruikt materiaal was blijven liggen, waren deze niet terug te vinden.
1. Bent cold sidewalk (13:07)
2. Rising runner missed by endless sender (5:02)
3. Madrigal meridian (20:30)
4. Haunted heights (6:11; een solostuk van Peter Baumann uit 1977)
5. Barryl blue (7:19, een solostuk van Edgar Froese uit 1978)

## Cd 16: Force Majeure
De behandelt album Force Majeure. Tracks:
1. Force majeure (18:18)
2. Cloudburst flight (7:28)
3. Thru metamorphic rocks (14:30)
4. Chimes and chains (4:47, een solostuk van Chris Franke, dat verscheen op een verzamelalbum uitgebracht door Virgin)

## Dvd 1
Phaedra en Oedipus Tyrannus in 5.1 door Steven Wilson
1. Phaedra (17:36)
2. Mysterious semblacne at the strand of nightmwares (9:41)
3. Moments of a visionary (7;55)
4. Sequent C (2:18)
5. Overture Oedipus Tyrannus (10:58)
6. Act 1 (16:42)
7. Act II: Battle (10:05)
8. Act II: Baroque (8:53)
9. Act II; Zeus (5:39)
10. Act III (22:08)

## Dvd 2
1. Ricochet, part 1 (17:06)
2. Ricochet part II (21:21)
3. Tangerine Dream at Coventry Cathedral (27:50, BBC-opnamen)
4. Signale aus die Schwäbische Strasse (44:44, NDR/SFB-opnamen uit 1976)